# Los Mollons
Los Mollons és una muntanya de 358 metres que es troba entre els municipis de Riba-roja d'Ebre, a la comarca de la Ribera d'Ebre i de la Fatarella i Vilalba dels Arcs, a la comarca de la Terra Alta.